# Yoshizawa Yuya
Yuya Yoshizawa (sinh ngày 20 tháng 4 năm 1986) là một cầu thủ bóng đá người Nhật Bản.

## Sự nghiệp câu lạc bộ
Yuya Yoshizawa đã từng chơi cho Kashima Antlers và Kamatamare Sanuki.